# Necropoli di Caiolo
La Necropoli di Caiolo, all'interno dell'area archeologica di San Giuliano, è una necropoli etrusca che si trova sul Colle di Caiolo a Barbarano Romano in provincia di Viterbo.

## Scavi
I primi scavi risalgono alla metà del XIX secolo. Successivi scavi, non documentati, risalgono all'inizio del XX secolo ad opera di Luigi Rossi Danielli, mentre i primi scavi a carattere scientifico risalgono agli anni '30 ad opera di Gino Rosi e Augusto Gargana.

## Descrizione
La necropoli etrusca, la più settentrionale delle necropoli di Barbarano Romano, si trova sulla sommità e sui fianchi dell'omonimo colle, separato dal colle Sarignano dove si trova l'abitato di San Giuliano, dal fosso di Verlungo, un piccolo torrente a carattere stagionale; di fatto la necropoli si sviluppa a diverse quote di altezza.
La necropoli presenta una varietà di sepolcri etruschi, da quelli a tumulo, a dado o semidado, o tetto displuviato, ad ipogeo, a fossa o a nicchia, che afferiscono ad un ampio arco temporale, che va dall'età del ferro al III secolo a.C.. La maggior parte dei sepolcri sono del tipo a semi-dado, ossia tombe a camera  inserite all'interno di un blocco di roccia scavato nel tufo oppure costruite ex-novo, generalmente risalenti al periodo che va dal VI al IV secolo a.C..

## Tombe

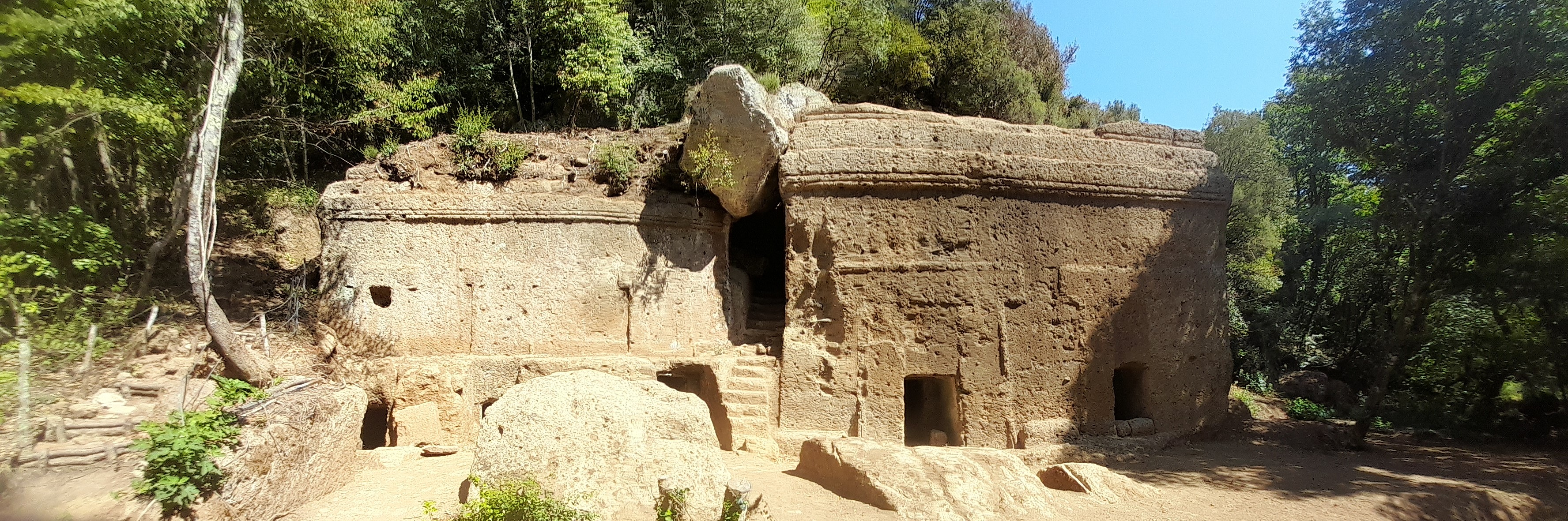
Tomba della Regina (sulla destra)

### Tomba della regina
La Tomba della regina si trova ai piedi del colle, al limitare con il fosso di Verlungo. Si tratta di una tomba a semi dado, che misura 10 metri di altezza e 14 di larghezza, e che presenta due ingressi, sormontati due finte porte doriche, da cui si accede ai sepolcri veri e propri. Al lato della tomba, una scalinata ora interrotta, che portava sulla sommità della tomba, dove si ipotizza si svolgevano riti religiosi. Durante i lavori di ripulitura del 2023 è venuta alla luce un'altra tomba a dado, sulla sinistra della tomba della Regina,  a tre camere sormontata da tre porte semifinte.

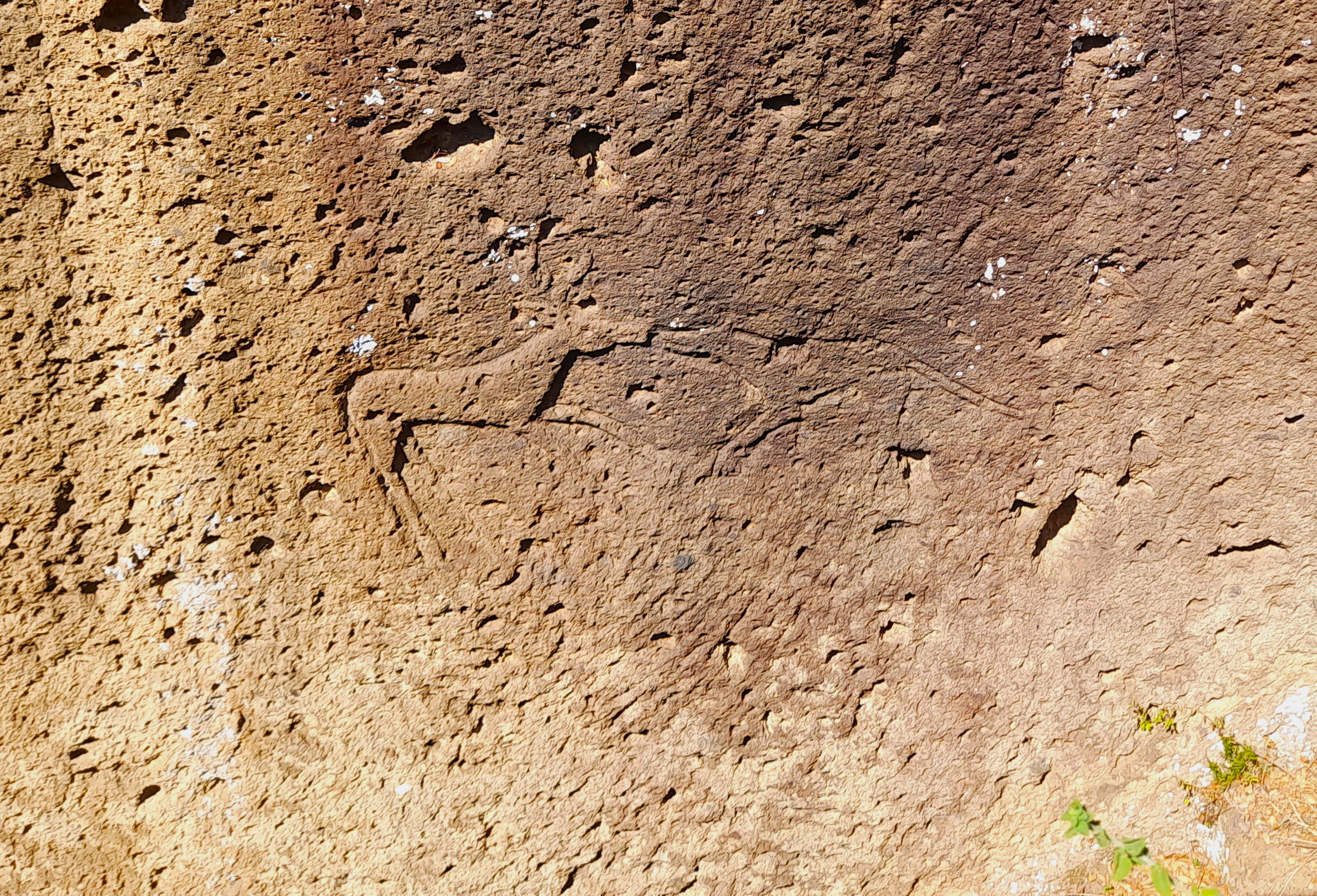
Incisone del cervo e del cane

### Tomba del cervo
La tomba del cervo prende il nome da un'incisione realizzata sulle pareti delle scale che conducono sulla sommità della tomba dove probabilmente si svolgevano funzioni religiose; a seguito dei lavori di ripulitura della tomba del 2015, che hanno riportato alla luce la scalinata posteriore alla terrazza della tomba, si è definitivamente accertato che si tratta di una tomba del tipo  a dado, un raro esempio di sepolcro completamente isolato dal contesto circostante. La tomba presenta una finta porta dorica scolpita nella roccia tufacea, e perciò datata al IV-III secolo a.C. (cosiddetta età ellenistica), mentre la tomba vera è propria è di tipo ipogeo, ovvero situata in una camera sotterranea, dove sono stati ritrovati dei sarcofagi attualmente esposti al Museo delle Necropoli rupestri di Barbarano.

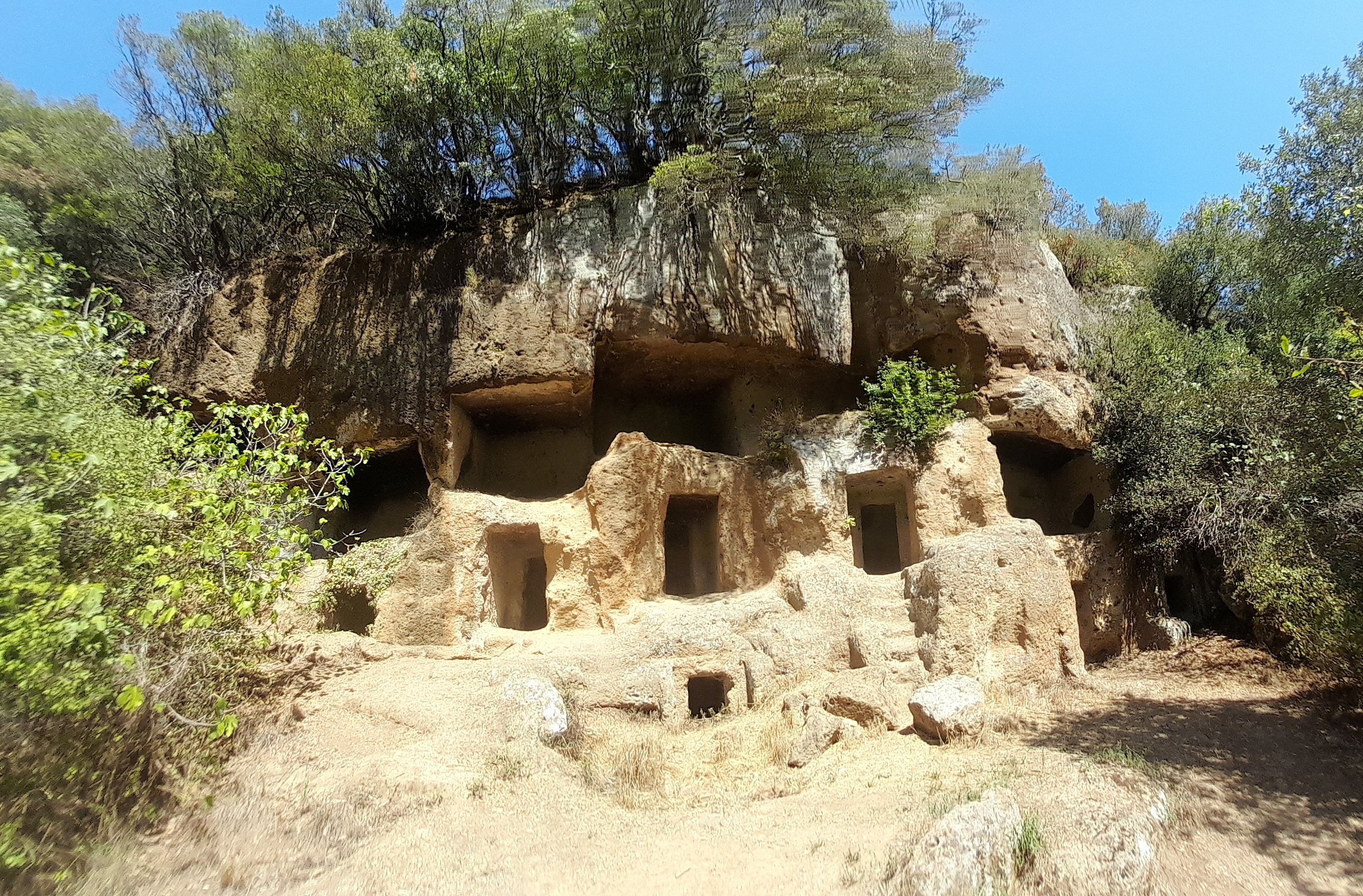
Tombe portico

### Tombe portico
Le Tombe portico si trovano nella forra ai piedi del colle Caiolo, al limitare con il fosso di Verlungo, davanti all'altura dove si trovava l'abitato di San Giuliano. Si tratta di un gruppo di 14 tombe, poste a livelli differenti, che presentano tutte una struttura simile: due letti funerari posti uno di fronte all'altro con una banchina posta tra loro. Si discute se la struttura sia stata opera di progettazione, e di un crollo che abbia portato all'abbandono del progetto iniziale. Le tombe furono abitate in epoca medioevale, probabilmente da eremiti, in virtù della loro esposizione a meridione.

### Tomba dei letti
La Tomba dei letti si trova su di un crinale del colle. Si tratta di una tomba ipogea scavata nel tufo, dove con il dromos (il corridoio) che ha la particolarità di presentare degli scalini nella sua parte iniziale. La struttura è molto semplice, con un atrio che immette nella camera funeraria. La particolarità sono i tetti piani, con travature profonde ad imitare le travi di legno della case, e i quattro letti funebri, due per adulti e due per i bambini.

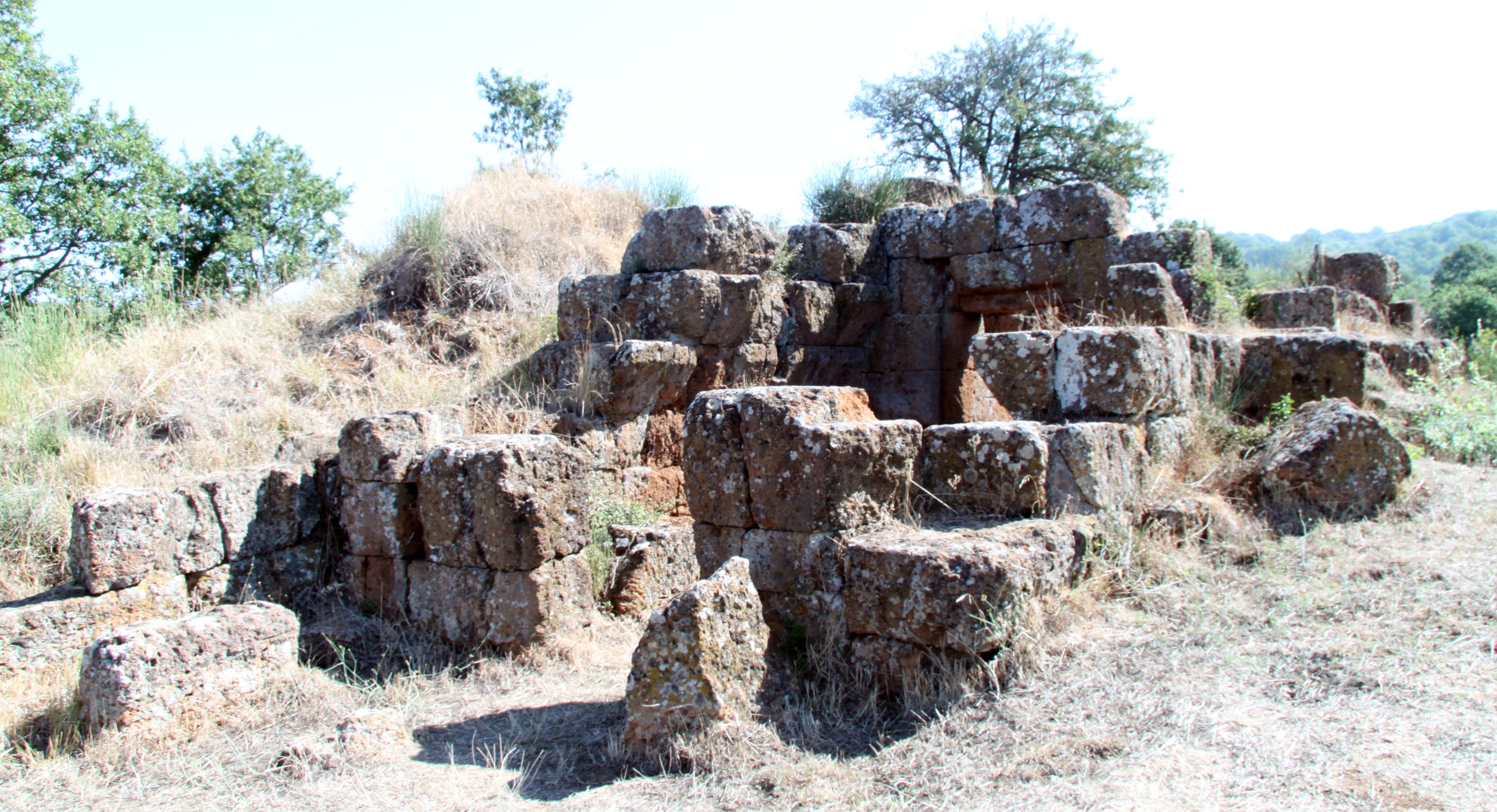
Tumulo della Cuccumella

### Tumulo della Cuccumella
Quello della Cuccumella è l'unico tumulo del pianoro del colle di Caiolo, scavato nel tufo per contenere un sepolcro, da tempo crollato. Si componeva di un dromos che conduceva ad un atrio, e da una camera di seplotura. Il tumulo, grazie ad un vaso qui ritrovato, è stato datato al VII secolo a.C..